# Nurunnissa Begum
Nurunnissa Begum (in persiano نورالنساء بیگم ‎, "luce fra le donne"; 1570 – dopo il 1627) è stata una principessa indiana, nipote del principe Moghul Kamran Mirza e consorte dell'imperatore Moghul Jahangir.

## Biografia
Nurunnissa nacque nel 1570 da Ibrahim Husain Mirza, discendente diretto di Tamerlano tramite il suo secondo figlio Umar Mirza, e da Gulrukh Begum, figlia del principe Kamran Mirza, a sua volta figlio dell'imperatore Babur, fondatore dell'impero Moghul. 
Nel 1572, suo padre si ribellò ad Akbar, nipote di Babur e attuale imperatore, che lo costrinse a fuggire dal Gujarat, dove era governatore, verso il Deccan, ma nel 1573 fu catturato a Multan e morì pochi mesi dopo in prigione. Gulrukh fu invece catturata coi figli nel Khandesh: mentre lei e suo figlio maggiore, Muffazair Hussain, furono liberati, Nurunnissa, di due anni, dovette essere consegnata ad Akbar come ostaggio per crescere alla sua corte. Nonostante ciò, nel 1577 Gulrukh e suo figlio tornarono nel Gujarat e tentarono nuovamente di ribellarsi. Catturati in breve tempo, Hussain fu imprigionato, mentre Gulrukh poté riunirsi alla figlia ad Agra. 
Nella primavera del 1591, Gulrukh chiese ad Akbar che Nurunnissa divenisse una delle consorti di suo figlio maggiore Salim (più tardi noto col nome imperiale di Jahangir). La richiesta fu accolta e il matrimonio celebrato il 26 febbraio 1592 nel palazzo della madre di Akbar, Hamida Banu. L'anno seguente, Akbar organizzò un secondo matrimonio fra il fratello di Nurunnissa e la propria figlia, Shahzadi Khanum, con cui Nurunnissa strinse una forte amicizia. Nel 1595, Nurunnissa partorì la sua unica figlia, che morì poco dopo la nascita. Fra il 1614 e il 1615, Nurunnissa accompagnò il marito, nel frattempo divenuto l'imperatore Jahangir, ad Ajmer, così da poter accudire la madre morente. 
Non sappiamo quando morì, se non che sopravvisse a suo marito, morto nel 1627. 

## Discendenza
Da Jahangir, Nurunnissa Begum ebbe una figlia:
- Figlia (nata il 28 agosto 1595), morta prima di poter ricevere un nome.

## Diwan-i-Kamran
Nurunnissa possedeva una preziosa copia del Diwan-i-Kamran, del valore di mohurs, una raccolta di componimenti poetici di suo nonno Kamran Mirza. 